# San Roque-La Línea
San Roque-La Línea (hiszp: Estación de San Roque-La Línea) – stacja kolejowa w miejscowości San Roque, w prowincji Kadyks, we wspólnocie autonomicznej Andaluzja, w Hiszpanii.
Jest obsługiwana przez pociągi Media Distancia Renfe.

## Położenie stacji
Znajduje się na linii kolejowej Bobadilla-Algeciras w km 162,6, na wysokości 4 m n.p.m., pomiędzy stacjami Almoraima i Los Barrios.

## Historia
Stacja została uruchomiona w dniu 6 października 1890 roku wraz z otwarciem linii Algeciras-Jimena de la Frontera. Prace zostały przeprowadzone przez angielską firmę The Algeciras-Gibraltar Railway Cº. W dniu 1 października 1913 linia została przekazana do Compañía de los Ferrocarriles Andaluces, które obsługiwały linię aż do nacjonalizacji kolei w Hiszpanii w 1941 roku i został stworzony RENFE.
Od 31 grudnia 2004 infrastrukturą kolejową zarządza Adif.

## Linie kolejowe
- Bobadilla – Algeciras

## Połączenia
Los Barrios jest obsługiwane przez linię 70 Renfe
| Linia MD | Pociągi | Z/kierunek    |  | Kierunek/Do |
| -------- | ------- | ------------- |  | ----------- |
| 70       | MD      | Granada Ronda |  | Algeciras   |